# Herzschlag einer Stadt
Herzschlag einer Stadt ist das dritte Studioalbum der deutschen Pop-Rock-Band Münchener Freiheit. Es erschien im November 1984.

## Entstehung und Artwork
Herzschlag einer Stadt markiert die erste Zusammenarbeit der Münchener Freiheit mit dem Schweizer Produzenten Armand Volker, der alsbald für ihre größten Erfolge verantwortlich zeichnete. Das Album wurde mit ihm erstmals in den Rainbow Studios und den Weryton Studios in München aufgenommen. Dabei wurden die Keyboards von Alex Grünwald und Sänger Stefan Zauner eingespielt. Aron Strobel war neben den Gitarrenspuren auch für die (Synthesizer)-Gitarre verantwortlich, Michael Kunzi (Bass) und Rennie Hatzke (Schlagzeug) bildeten die Rhythmusfraktion. 
Die Musik stammt überwiegend vom Songwriting-Duo Stefan Zauner und Aron Strobel, an den Texten war teilweise der bekannte Schlagertexter Michael Kunze unter dem Pseudonym Mario Killer beteiligt, an Oh Baby auch Rennie Hatzke. Bei letzterem Stück schrieben Hatzke und auch der Songwriter Timothy Touchton die Musik mit.
Das Cover des Albums zeigt die Bandmitglieder in Schwarz-weiß mit roter Aufschrift, als Fotografen werden Jürgen & Thomas genannt.

## Veröffentlichung
Das Album erschien im November 1984 bei CBS. Vorab im April 1984 wurde die erste Single Oh Baby veröffentlicht, der erste Charterfolg der Münchener Freiheit in Deutschland (Platz 23), mit dem die Band auch bei Dieter Thomas Heck zweimal in der ZDF-Hitparade auftrat und dort Platz zwei erreichte. Auch mit den beiden weiteren Singles, SOS und Herzschlag ist der Takt war die Gruppe im Februar/März und im Juni 1985 in der Hitparade zu Gast, nun bei Viktor Worms. Mit SOS konnte die Münchener Freiheit dort erstmals Platz eins erreichen.
Einige Stücke wie zum Beispiel Oh Baby erschienen 1987 auf dem englischsprachigen Album Romancing in the Dark (als „Freiheit“). Das Album konnte in Norwegen, Schweden und den Niederlanden die Charts erreichen. Die drei Singles Oh Baby, SOS und Herzschlag ist der Takt erschienen 1986 auf der Kompilation Von Anfang an erneut, teils als Remix; Tochter der Venus war der CD-Bonustitel der Kompilation.

## Titelliste
| Nr. | Titel                   | Länge |
| --- | ----------------------- | ----- |
| 1.  | SOS                     | 4:00  |
| 2.  | Kalt oder heiß          | 3:25  |
| 3.  | Sommernachtstraum       | 4:05  |
| 4.  | Keiner hat mich gewarnt | 3:00  |
| 5.  | Oh Baby                 | 3:23  |
| 6.  | Herzschlag ist der Takt | 3:09  |
| 7.  | Einfach fliegen         | 3:20  |
| 8.  | Julia                   | 3:57  |
| 9.  | Melancholie             | 3:48  |
| 10. | Tochter der Venus       | 3:37  |